# Pedro Jiménez Galán
Pedro Jiménez Galán (14 de abril de 1920-3 de marzo de 2021) fue un político español.
Fue diputado en los tribunales constituyentes desde 1977 a 1979. Falleció el 3 de marzo de 2021 a los 100 años.